# Clássico das Multidões (Belo Horizonte)
O Clássico das Multidões ou Coelho versus Galo é o clássico de futebol que envolve as equipes do América Mineiro (o Coelho) e do Atlético Mineiro (o Galo), ambos de Belo Horizonte, capital de Minas Gerais, sendo esses os dois clubes que mais vezes disputaram o Campeonato Mineiro, com 109 participações cada um até 2024.

## História
América e Atlético se confrontam há mais de um século. De acordo com o América, desde o dia 15 de novembro de 1913, em um amistoso que terminou empatado em 1 a 1. Segundo o Atlético, o primeiro jogo aconteceu no dia 27 de julho de 1913, em um jogo amistoso terminado em vitória atleticana por 1 a 0.
Uma das mais históricas e polêmicas finais entres os dois acontecem em 1948. O América venceu por 3 a 1, com “gol do guarda”. O partida, disputada no Estádio da Alameda, proporcionava ao Atlético a vantagem do empate. O Coelho já ganhava por 2 a 1, quando um chute do atacante americano Murilinho entrou no gol após a bola bater em um guarda municipal. O gol foi confirmado pelo árbitro inglês John Barrick, sacramentando o 11ª título americano, depois de 22 anos de jejum no estadual.
Durante algumas décadas, este clássico foi considerado como o maior de Minas Gerais, chamado pela imprensa e pelos torcedores de O Clássico das Multidões, talvez inspirado no Fla-Flu. O "Clássico das Multidões", que no passado justificou o nome, foi importante para a constituição do futebol belo-horizontino, sendo a primeira grande rivalidade da capital. O Atlético desde cedo teve sua imagem vinculada à massa proletária e a classe média, enquanto o América tinha sua imagem vinculada à elite mineira, com vários políticos e empresários da alta sociedade de Minas Gerais sendo torcedores do clube.
Com a construção do Mineirão, esta rivalidade veio a perder espaço para o clássico entre Atlético e Cruzeiro. Apesar disso, o clássico seguiu durante os anos, escrevendo uma história própria de mais de um século, em inúmeros confrontos válidos pelo Campeonato Mineiro, em jogos do Campeonato Brasileiro, e até na Copa Libertadores, em 2022.

## Finais de Campeonato Mineiro
"São consideradas finais, as partidas nas quais os dois times entram em campo com chances de se sagrarem campeões."
Campeonato Mineiro de 1948:
América 3–1 Atlético (América campeão)
Campeonato Mineiro de 1958:
Atlético 1–0 América
América 0–1 Atlético (2–0) (Atlético campeão)
Campeonato Mineiro de 1999:
América 0–0 Atlético
Atlético 1–0 América (1–0) (Atlético campeão)
Campeonato Mineiro de 2001:
América 4–1 Atlético
Atlético 3–1 América (5–4) (América campeão)
Campeonato Mineiro de 2012:
América 1–1 Atlético
Atlético 3–0 América (4–1) (Atlético campeão)
Campeonato Mineiro de 2016:
América 2–1 Atlético
Atlético 1–1 América (3–2) (América campeão)
Campeonato Mineiro de 2021:
América 0–0 Atlético
Atlético 0–0 América (0–0) (Atlético campeão)
Campeonato Mineiro de 2023:  
América 2–3 Atlético
Atlético 2–0 América (5–2) (Atlético Campeão)
Campeonato Mineiro de 2025:  
Atlético 4–0 América
América 1–0 Atlético (4–1) (Atlético Campeão)
Considerando também as finais indiretas, foram dezenove decisões no Campeonato Mineiro, com 10 vitórias do Atlético e 9 do América.

## Outras estatísticas
Maior goleada do Atlético: 6–1, em 11 de setembro de 1938.
Maior goleada do América: 7–2, em 15 de maio de 1952.
Clássico com mais gols: América 6–4, em 8 de junho de 1930.
Artilheiro do Atlético: Reinaldo, 19 gols.
Artilheiro do América: Zuca, 13 gols.
Maior tabu do Atlético: 29 jogos (20 vitórias e 9 empates, de 26/01/1974 a 04/03/1979).
Maior tabu do América: 19 jogos (12 vitórias e 7 empates, de 26/05/1918 a 08/10/1922).
Recorde de vitórias seguidas do Atlético: 14 vitórias (26/11/66 a 28/02/71).
Recorde de vitórias seguidas do América: 8 vitórias (03/01/60 a 13/11/60).
No Estádio do Mineirão
Último jogo considerado: América 1–0 Atlético, em 15 de março de 2025.
Número de partidas: 150
Vitórias do Atlético: 87
Vitórias do América: 21
Empates: 42
Gols do Atlético: 254
Gols do América: 126
Maior goleada do Atlético: 5–0, em 12 de abril de 1987.
Maior goleada do América: 4–0, em 6 de junho de 1993.
Clássico com mais gols: América 4–3, em 19 de maio de 1996 e Atlético 4 a 3, em 16 de março de 2002.
No Estádio Independência
Último jogo considerado: América 2–1 Atlético, em 17 de março de 2024.
Número de partidas: 86.
Vitórias do Atlético: 41.
Vitórias do América: 24.
Empates: 21.
Gols do Atlético: 145.
Gols do América: 106.
Maior goleada do Atlético: 5 a 0, em 5 de abril de 1987.
Maior goleada do América: 5 a 2, em 17 de maio de 1964.
Artilheiro do Atlético: Nilson, 10 gols.
Artilheiro do América: Zuca, 8 gols.

## Maiores públicos
1. Atlético 2–0 América, 82.960, 16 de março de 1969.
2. Atlético 1–0 América, 72.680, 4 de julho de 1999.
3. Atlético 1–0 América, 67.186, 13 de agosto de 1967.
4. Atlético 1–0 América, 60.142, 7 de novembro de 2021.
5. Atlético 2–0 América, 55.989, 9 de abril de 2023.
6. Atlético 1–0 América, 51.091, 21 de abril de 1968.
7. Atlético 4–1 América, 50.176, 1 de fevereiro de 1976.
8. Atlético 1–1 América, 47.928, 8 de maio de 2016.
9. Atlético 4–0 América, 47.036, 9 de março de 2025.
10. Atlético 3–1 América, 46.934, 3 de junho de 2001.

*Todos os jogos acima foram disputados no Mineirão.

## Campeonato Brasileiro
Até hoje foram disputados 24 jogos pelo Campeonato Brasileiro Série A, com 12 vitórias do Atlético, 3 vitórias do América e 9 empates, com 32 gols a favor do Galo e 16 gols a favor do Coelho.
| Vitórias do América | Empate | Vitórias do Atlético |

Série A[carece de fontes?]
| #  | Data                   | Estádio         | Casa     | Visitante | Placar | Gols (casa)                            | Gols (visitante)                                                |
| -- | ---------------------- | --------------- | -------- | --------- | ------ | -------------------------------------- | --------------------------------------------------------------- |
| 01 | 7 de agosto de 1971    | Mineirão        | Atlético | América   | 1–1    | Dadá Maravilha (48')                   | Dirceu Alves (57')                                              |
| 02 | 29 de novembro de 1972 | Mineirão        | Atlético | América   | 1–1    | Dadá Maravilha (9')                    | Cândido (49')                                                   |
| 03 | 8 de dezembro 1973     | Mineirão        | Atlético | América   | 1–2    | Fausto (79')                           | Cândido (51'), Pedro Omar (56')                                 |
| 04 | 26 de janeiro de 1974  | Mineirão        | América  | Atlético  | 1-2    | Juca Show (29')                        | Romeu Cambalhota (21'), Reinaldo (71')                          |
| 05 | 30 de março de 1974    | Mineirão        | Atlético | América   | 1–1    | Arlen (67')                            | Edson (18')                                                     |
| 06 | 4 de setembro de 1975  | Mineirão        | Atlético | América   | 1–1    | Getúlio (4')                           | Buglê (86')                                                     |
| 07 | 5 de setembro de 1976  | Mineirão        | Atlético | América   | 1–0    | Reinaldo (12')                         |                                                                 |
| 08 | 13 de novembro de 1977 | Mineirão        | Atlético | América   | 3–1    | Reinaldo (58', 79'), Alã (GC 90')      | Marcão (45')                                                    |
| 09 | 9 de maio de 1978      | Mineirão        | Atlético | América   | 2–0    | Danival (47', 55')                     |                                                                 |
| 10 | 20 de setembro 1998    | Independência   | América  | Atlético  | 0–2    |                                        | Edmilson (20'), Roberto (79')                                   |
| 11 | 4 de novembro 2000     | Mineirão        | Atlético | América   | 0–1    |                                        | Wellington Paulo (80')                                          |
| 12 | 9 de agosto 2001       | Independência   | América  | Atlético  | 0–1    |                                        | Marques (37')                                                   |
| 13 | 10 de julho de 2011    | Arena do Jacaré | Atlético | América   | 2–0    | Jônatas Obina (33'), Neto Berola (70') |                                                                 |
| 14 | 8 de outubro de 2011   | Arena do Jacaré | América  | Atlético  | 0–0    |                                        |                                                                 |
| 15 | 26 de junho de 2016    | Independência   | América  | Atlético  | 0–1    |                                        | Robinho (3')                                                    |
| 16 | 13 de outubro de 2016  | Mineirão        | Atlético | América   | 3–0    |                                        | Fred (36'), Carlos César (64'), Lucas Pratto (84')              |
| 17 | 7 de junho de 2018     | Independência   | América  | Atlético  | 1–3    | Messias (51')                          | Ricardo Oliveira (12'), Juan Cazares (39'), Tomás Andrade (87') |
| 18 | 14 de outubro de 2018  | Independência   | América  | Atlético  | 0–0    |                                        |                                                                 |
| 19 | 10 de julho de 2021    | Independência   | América  | Atlético  | 0–1    |                                        | Dylan Borrero (68')                                             |
| 20 | 7 de novembro de 2021  | Mineirão        | Atlético | América   | 1–0    |                                        | Guilherme Arana (62')                                           |
| 21 | 7 de maio de 2022      | Independência   | Atlético | América   | 1–2    | Nacho Fernández (70')                  | Maidana (7'), Raul Cáceres (81')                                |
| 22 | 28 de agosto de 2022   | Independência   | América  | Atlético  | 1–1    | Henrique Almeida (19')                 | Hulk (10')                                                      |
| 23 | 2 de julho de 2023     | Mineirão        | Atlético | América   | 2–2    | Zaracho (2'), Hulk (28')               | Mastriani (58', 72')                                            |
| 24 | 4 de novembro de 2023  | Parque do Sabiá | América  | Atlético  | 1–1    | Mastriani (66')                        | Paulinho (80')                                                  |

## Títulos
| Competições internacional       | Atlético | América |
| ------------------------------- | -------- | ------- |
| Copa Libertadores               | 1        | 0       |
| Copa Conmebol                   | 2        | 0       |
| Recopa Sul-Americana            | 1        | 0       |
| Competições nacionais           | Atlético | América |
| Série A                         | 3        | 0       |
| Série B                         | 1        | 2       |
| Série C                         | 0        | 1       |
| Copa do Brasil                  | 2        | 0       |
| Supercopa do Brasil             | 1        | 0       |
| Copa dos Campeões (CBD)         | 1        | 0       |
| Competições regionais           | Atlético | América |
| Copa Sul-Minas                  | 0        | 1       |
| Competições estaduais           | Atlético | América |
| Campeonato Mineiro              | 50       | 16      |
| Taça Minas Gerais (*)           | 5        | 1       |
| Taça Belo Horizonte             | 3        | 0       |
| Copa dos Campeões Mineiros      | 0        | 0       |
| Torneio Incentivo Mineiro - FMF | 1        | 0       |
| Torneio Início                  | 8        | 13      |
| Campeonato Mineiro - Módulo II  | 0        | 1       |
| Competições municipais          | Atlético | América |
| Copa Belo Horizonte             | 1        | 0       |
| Taça Bueno Brandão              | 1        | 0       |
| Total de títulos oficiais       | 81       | 35      |

(*) Inclui turnos de campeonatos.